# کمبل (کالیفرنیا)
کمبل (انگلیسی: Campbell؛ ‏ تلفظ: ‎/ˈkæmbəl/‎)  شهری در شهرستان سانتا کلارا ایالت کالیفرنیا است که در سرشماری سال ۲۰۱۰ میلادی، ۳۹۳۴۹ نفر جمعیت داشته است.